# Castello Lukeba
Castello Junior Lukeba (* 17. Dezember 2002 in Lyon) ist ein französisch-angolanischer Fußballspieler. Er spielte seit seiner Kindheit für Olympique Lyon und steht seit Sommer 2023 bei RB Leipzig in der Bundesliga unter Vertrag. Lukeba ist französischer Nachwuchsnationalspieler.

## Karriere

### Verein
Lukeba begann seine fußballerische Ausbildung bei Olympique Saint-Genis-Laval, für die er von 2009 bis 2011 spielte. Anschließend wechselte er in die Jugendakademie von Olympique Lyon. In der Saison 2018/19 spielte er zweimal für die U19 in der Youth League. 2019/20 wurde er viermal in der Youth League eingesetzt und spielte zudem bei der Coupe Gambardella mit. In der Saison 2020/21 spielte er siebenmal für die zweite Mannschaft in der National 2 und stand einmal im Kader der Profimannschaft in der Ligue 1. Am 7. August 2021 (1. Spieltag) debütierte er im Profibereich bei einem 1:1-Unentschieden gegen Stade Brest über die vollen 90 Minuten. Bei einem 3:1-Sieg über Brøndby IF gab er sein Debüt auf internationaler Ebene in der Europa-League-Gruppenphase. Gegen den FC Metz schoss er bei einem 1:1-Unentschieden sein erstes Tor in seiner Profilaufbahn. In der Spielzeit 2021/22 spielte er ab Dezember öfter im Profiteam und wurde zum Stammspieler.
Anfang August 2023 wechselte er nach Deutschland zum Bundesligisten RB Leipzig.

### Nationalmannschaft
Lukeba kam bislang zu diversen Einsätzen in verschiedenen Juniorenteams der Franzosen.

## Erfolge
RB Leipzig
- DFL-Supercup-Sieger: 2023

Frankreich
- Silbermedaille bei den Olympischen Spielen: 2024